# Ород III (правитель Элимаиды)

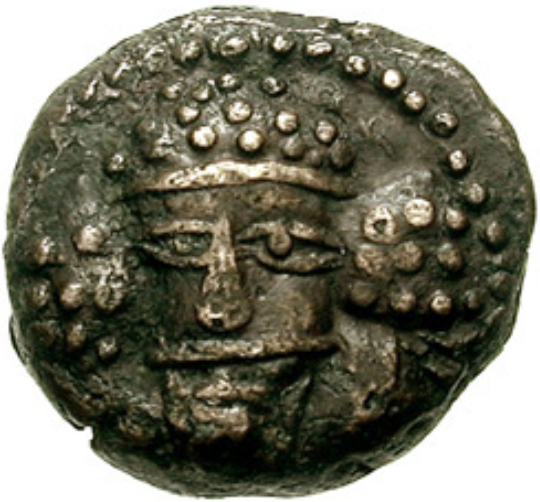
Монета Орода III

Ород III — правитель Элимаиды во II веке.
Мало известно о властителях Элимаиды после Фраата О правившем во II веке Ороде III сообщается в датируемой 138 годом надписи из Пальмиры, а также в обнаруженном нумизматическом материале. На некоторых из этих монет изображён бюст Ульфан — предположительно жены Орода III.